# Microplexia metachrostoides
Microplexia metachrostoides là một loài bướm đêm trong họ Noctuidae.